# Полле, Давид
Давид Полле (фр. David Pollet; род. 12 августа 1988 года в Ла-Басе, Франция) — бельгийский футболист, нападающий клуба «Васкеаль».

## Клубная карьера
Полле — воспитанник французского клуба «Ланс». 24 ноября 2007 года в матче против «Лорьяна» он дебютировал в Лиге 1. Из-за высокой конкуренции Давид не часто выходил на поле, поэтому в 2008 году он на правах аренды перешёл в клуб Лиги 2 «Реймс». После возвращения в «Ланс» были ещё две аренды в «Геньон» и «Париж». В столичной команде Полле забил 22 мяча в 35 матчах и получил несколько шансов проявить себя в основе родного клуба. 14 августа 2010 года в матче против «Арль-Авиньона» он забил свой первый гол за «Ланс». По окончании сезона команда вылетела во второй дивизион и несколько лидеров покинули клуб, тем самым дав шанс закрепиться в составе Давиду. На протяжении двух сезонов Полле был одним из лучших бомбардиров «Ланса» в Лиге 2.
В 2013 году Давид решил вернуться на историческую родину и подписал соглашение с «Шарлеруа». 19 января в матче против «Генка» он дебютировал в Жюпиле лиге. 20 февраля в поединке против «Серкль Брюгге» Полле сделал «дубль» забив свои первые голы за «Шарлеруа».
В начале 2014 года Полле перешёл в «Андерлехт». 8 февраля в матче против «Кортрейка» он дебютировал за новый клуб, заменив во втором тайме Александра Митровича. В этом же поединке Давид забил свой первый гол за клуб. В «Андерлехте» Полле был футболистом ротации в основном выходя на поле в конце матчей. Несмотря на это Давид вместе с клубом выиграл свой первый трофей — золотую медаль чемпионата Бельгии. Летом того же года он перешёл в «Гент», чтобы получать больше игровой практики. 26 июля в матче против «Серкль Брюгге» он дебютировал за новую команду. 20 сентября в поединке против «Остенде» Давид забил свой первый гол за «Гент».
Летом 2015 года Полле перешёл в Шарлеруа. 26 июля в матче против «Мускрон-Перювельз» он дебютировал за новую команду. 3 октября в поединке против «Зюлте-Варегем» Давид забил свой первый гол за «Шарлеруа».

## Достижения
Командные
 «Андерлехт»
- Чемпионат Бельгии по футболу — 2013/2014